# Molinaranea
Molinaranea es un género de arañas araneomorfas de la familia Araneidae. Se encuentra en Sudamérica.

## Lista de especies
Según The World Spider Catalog 12.0:
- Molinaranea clymene (Nicolet, 1849)
- Molinaranea fernandez Levi, 2001
- Molinaranea magellanica (Walckenaer, 1847)
- Molinaranea mammifera (Tullgren, 1902)
- Molinaranea phaethontis (Simon, 1896)
- Molinaranea surculorum (Simon, 1896)
- Molinaranea vildav Levi, 2001
- †Molinaranea mitnickii Saupe, Selden & Penney, 2010